# Maják Ardnamurchan
Maják Ardnamurchan (anglicky Ardnamurchan Lighthouse) je památkově chráněný maják z 19. století, který se nachází na Ardnamurchan Point v Lochaberu v části skotské provincie Highland. Maják s třicet šest metrů vysokou věží z růžové žuly byl dokončen v roce 1849 podle návrhu Alana Stevensona a je jediným majákem ve Spojeném království postaveným v egyptském stylu. Elektrická síť byla zavedena v roce 1976, světlo bylo automatizováno v roce 1988 a nyní je dálkově řízeno Northern Lighthouse Board z Edinburghu.
Bývalé domky strážců a hospodářské budovy vlastní Ardnamurchan Lighthouse Trust a provozuje je jako návštěvnické centrum s muzeem nazvaným „Království světla“ - Rioghachd na Sorcha. Exponáty podrobně popisují historii a provoz majáku, včetně přístupu do zrestaurované strojovny a dílny s původním nautofonem. Další expozice zahrnují geologii a přírodní historii oblasti a místní sociální historii a kulturu.
Northern Lighthouse Board si ponechává strážce majáku na částečný úvazek, který sídlí v Ardnamurchanu a stará se také o majáky Rubha nan Gall a Corran Point. Se zavedením LED světel je zapotřebí méně údržby. V Ardnamurchanu je výkon pouze 48 wattů, i když v roce 2019 byl zvýšen na 72 wattů.
Na tomto majáku se odehrává poslední část počítačové hry Sherlock Holmes: The Awakened.
V roce 2021 se maják objevil v epizodě britského motoristického televizního pořadu Top Gear, kde moderátoři závodili ve třech terénních vozech, aby doručili a namontovali novou žárovku.